# Grevoler de Vilamala II
El grevoler de Vilamala II és un grèvol (Ilex aquifolium) que es troba al Clot de Vilamala, al terme de Vilamantells (municipi de Guixers, comarca del Solsonès) que a causa de la seva grandària i de la seva alçària, ha estat declarat bé patrimonial del municipi de Guixers